# Haseder Busch
Der Haseder Busch ist ein Naturschutzgebiet in der niedersächsischen Gemeinde Giesen im Landkreis Hildesheim und in der Stadt Hildesheim.

## Beschreibung

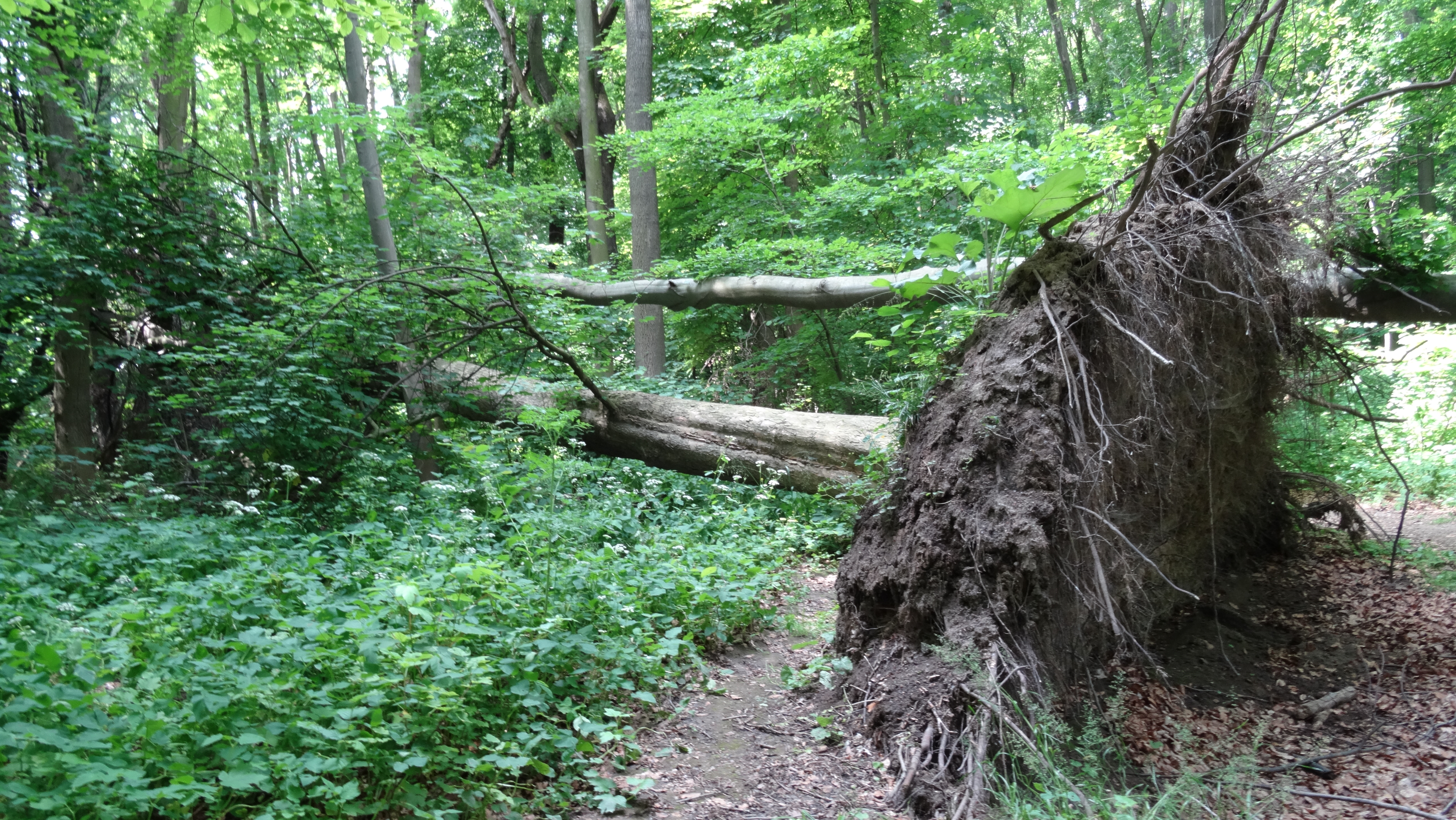
Entwurzelter Baum im Haseder Busch

Das Naturschutzgebiet mit dem Kennzeichen NSG HA 053 ist 48,6 Hektar groß. Davon entfallen 42,2 Hektar auf den Landkreis und 6,4 Hektar auf die Stadt Hildesheim. Das Naturschutzgebiet ist vollständig Bestandteil des FFH-Gebietes „Haseder Busch, Giesener Berge, Gallberg, Finkenberg“. Im Süden grenzt es direkt an das Naturschutzgebiet „Mastberg und Innersteaue“.
Das Naturschutzgebiet liegt zwischen Hasede und dem am Stichkanal Hildesheim gelegenen Hildesheimer Gewerbegebiet Hafen. Es stellt einen etwa 30 Hektar großen, naturnahen Hartholzauwald nördlich der Innerste und einen Abschnitt des Flusslaufs mit Altarmen unter Schutz. Der Auwald weist einen hohen Anteil an Altholz auf. Kleinflächig kommen sumpfige Erlen- und Eschenbestände vor. Im Nordwesten des Schutzgebietes und entlang der Innerste sind überwiegend feuchte Grünlandflächen zu finden. Südlich der Innerste befinden sich mehrere angelegte Weiher, an denen, wie an den Altarmen, Röhrichtzonen zu finden sind.
Das Gebiet steht seit dem 16. November 1974 unter Naturschutz. Zuständige untere Naturschutzbehörden sind der Landkreis Hildesheim und die Stadt Hildesheim.

## Naturerlebnisgebiet Kleeblatt
Das Naturschutzgebiet ist Teil des Naturerlebnisgebietes Kleeblatt, das sich im Norden Hildesheims und Teilen der Gemeinde Giesen zwischen Osterberg und Innerste erstreckt. Es umfasst die Naturschutzgebiete „Haseder Busch“, „Mastberg und Innersteaue“, „Lange Dreisch und Osterberg“ und „Giesener Teiche“ und die Giesener Berge und ist in vier Themenbereiche unterteilt: „Wasserwelt“ (Naturschutzgebiet „Haseder Busch“), „Weidewald“ (Naturschutzgebiet „Mastberg und Innersteaue“), „Offene Weide“ (Naturschutzgebiet „Lange Dreisch und Osterberg“) und „Erdzeitreise“ (Naturschutzgebiet „Giesener Teiche“ und Giesener Berge).